# Omer
Omer je moško osebno ime.

## Izvor imena
Ime Omer je muslimansko ime, ki izhaja iz turškega imena Ömer, to pa iz arabskega  'Umär. Arabsko ime je možno povezovati s korenom  'mr in bi torej pomenilo »dolgo življenje; poln življenja«.

## Pogostost imena
Po podatkih Statističnega urada Republike Slovenije je bilo na dan 31. decembra 2007 v Sloveniji 293 oseb z imenom Omer.